# Lista śmiertelnych wypadków w Formule 1
Lista śmiertelnych wypadków w Formule 1 – zawiera wszystkich kierowców, którzy ponieśli śmierć podczas weekendu Formuły 1, lub gdzie indziej za kierownicą bolidu Formuły 1. Nie zawiera osób obsługujących wyścigi, nie są wzięte pod uwagę również sezony przed 1950 rokiem, czyli przed powstaniem Formuły 1. W sumie zginęło 51 kierowców, trzydziestu trzech podczas weekendu Formuły 1, siedmiu podczas Indianapolis 500, sześciu podczas testów oraz dwunastu podczas wyścigów nie zaliczanych do mistrzostw Formuły 1.
Piętnastu kierowców zginęło w latach 50., czternastu w 60., dwunastu w 70., czterech w 80. oraz dwóch w ostatnim dziesięcioleciu poprzedniego wieku. Od roku 2000, za kierownicą bolidu F1 życie straciło czterech kierowców. Najwięcej tragicznie zmarłych kierowców (trzynastu) pochodziło z Wielkiej Brytanii. Pierwszy w XXI wieku śmiertelny wypadek – podczas wyścigu zaliczanego do Mistrzostw Świata F1 – miał miejsce na japońskim torze Suzuka, gdzie 5 października 2014 roku fatalny w skutkach wypadek miał Jules Bianchi. Francuz w wyniku uderzenia w samobieżny dźwig doznał uszkodzenia mózgu i 17 lipca 2015 roku zmarł na skutek odniesionych obrażeń głowy.

## Chronologicznie
| † | Oznacza wyścigi, które nie były zaliczane do Mistrzostw Świata Formuły 1 |
| - | ------------------------------------------------------------------------ |

| Kierowca                | Data wypadku         | Wyścig                                             | Tor                                | Samochód                  | Etap                 |
| ----------------------- | -------------------- | -------------------------------------------------- | ---------------------------------- | ------------------------- | -------------------- |
| Cameron Earl            | 18 czerwca 1952      | Test                                               | MIRA                               | ERA                       | Test                 |
| Chet Miller             | 15 maja 1953         | Indianapolis 500                                   | Indianapolis Motor Speedway        | Kurtis FD – Novi          | Trening              |
| Charles de Tornaco      | 18 września 1953     | Grand Prix Modeny 1953 †                           | Modena Autodrome                   | Ferrari 500               | Trening              |
| Onofre Marimón          | 31 lipca 1954        | Grand Prix Niemiec 1954                            | Nürburgring                        | Maserati 250F             | Trening              |
| Mario Alborghetti       | 11 kwietnia 1955     | Grand Prix Pau 1955 †                              | Circuit de Pau-Ville               | Maserati 4CLT             | Wyścig               |
| Manny Ayulo             | 16 maja 1955         | Indianapolis 500                                   | Indianapolis Motor Speedway        | Kurtis 500C – Offenhauser | Trening              |
| Bill Vukovich           | 30 maja 1955         | Indianapolis 500                                   | Indianapolis Motor Speedway        | Kurtis 500C – Offenhauser | Wyścig               |
| Eugenio Castellotti     | 14 marca 1957        | Test                                               | Modena Autodrome                   | Ferrari 801               | Test                 |
| Keith Andrews           | 15 maja 1957         | Indianapolis 500                                   | Indianapolis Motor Speedway        | Kurtis 500G – Offenhauser | Trening              |
| Pat O’Connor            | 30 maja 1958         | Indianapolis 500                                   | Indianapolis Motor Speedway        | Kurtis 500G – Offenhauser | Wyścig               |
| Luigi Musso             | 6 lipca 1958         | Grand Prix Francji 1958                            | Reims-Gueux                        | Ferrari 246 F1            | Wyścig               |
| Peter Collins           | 3 sierpnia 1958      | Grand Prix Niemiec 1958                            | Nürburgring                        | Ferrari 246 F1            | Wyścig               |
| Stuart Lewis-Evans      | 19 października 1958 | Grand Prix Maroka 1958                             | Ain-Diab Circuit                   | Vanwall 57                | Wyścig               |
| Jerry Unser             | 2 maja 1959          | Indianapolis 500                                   | Indianapolis Motor Speedway        | Kuzma – Offenhauser       | Test przed wyścigiem |
| Bob Cortner             | 19 maja 1959         | Indianapolis 500                                   | Indianapolis Motor Speedway        | Cornis – Offenhauser      | Test przed wyścigiem |
| Harry Schell            | 13 maja 1960         | BRDC International Trophy 1960 †                   | Silverstone Circuit                | Cooper T51                | Trening              |
| Chris Bristow           | 19 czerwca 1960      | Grand Prix Belgii 1960                             | Circuit de Spa-Francorchamps       | Cooper T51                | Wyścig               |
| Alan Stacey             | 19 czerwca 1960      | Grand Prix Belgii 1960                             | Circuit de Spa-Francorchamps       | Lotus 18                  | Wyścig               |
| Shane Summers           | 1 czerwca 1961       | Silver City Trophy 1961 †                          | Brands Hatch                       | Cooper T53                | Trening              |
| Giulio Cabianca         | 15 czerwca 1961      | Test                                               | Modena Autodrome                   | Cooper T51 – Ferrari      | Test                 |
| Wolfgang von Trips      | 10 września 1961     | Grand Prix Włoch 1961                              | Autodromo Nazionale di Monza       | Ferrari Dino 156          | Wyścig               |
| Ricardo Rodríguez       | 1 listopada 1962     | Grand Prix Meksyku 1962 †                          | Autódromo Hermanos Rodríguez       | Lotus 24                  | Trening              |
| Gary Hocking            | 21 grudnia 1962      | Grand Prix Natalu 1962 †                           | Westmead Circuit                   | Lotus 24                  | Trening              |
| Carel Godin de Beaufort | 1 sierpnia 1964      | Grand Prix Niemiec 1964                            | Nürburgring                        | Porsche 718               | Trening              |
| John Taylor             | 7 sierpnia 1966      | Grand Prix Niemiec 1966                            | Nürburgring                        | Brabham BT11              | Wyścig               |
| Lorenzo Bandini         | 7 maja 1967          | Grand Prix Monako 1967                             | Circuit de Monaco                  | Ferrari 312               | Wyścig               |
| Bob Anderson            | 14 sierpnia 1967     | Test                                               | Silverstone Circuit                | Brabham BT11              | Test                 |
| Jo Schlesser            | 7 lipca 1968         | Grand Prix Francji 1968                            | Rouen-Les-Essarts                  | Honda RA302               | Wyścig               |
| Gerhard Mitter          | 1 sierpnia 1969      | Grand Prix Niemiec 1969                            | Nürburgring                        | BMW 269                   | Trening              |
| Martin Brain            | 25 maja 1970         | Nottingham Sports Car Club Meeting †               | Silverstone Circuit                | Cooper T86B               | Wyścig               |
| Piers Courage           | 21 czerwca 1970      | Grand Prix Holandii 1970                           | Circuit Park Zandvoort             | De Tomaso 505             | Wyścig               |
| Jochen Rindt            | 5 września 1970      | Grand Prix Włoch 1970                              | Autodromo Nazionale di Monza       | Lotus 72C                 | Kwalifikacje         |
| Jo Siffert              | 24 października 1971 | World Championship Victory Race †                  | Brands Hatch                       | BRM P160                  | Wyścig               |
| Roger Williamson        | 29 lipca 1973        | Grand Prix Holandii 1973                           | Circuit Park Zandvoort             | March 731                 | Wyścig               |
| François Cevert         | 6 października 1973  | Grand Prix Stanów Zjednoczonych 1973               | Watkins Glen International         | Tyrrell 006               | Kwalifikacje         |
| Peter Revson            | 22 marca 1974        | Test                                               | Kyalami                            | Shadow DN3                | Test przed wyścigiem |
| Helmuth Koinigg         | 6 października 1974  | Grand Prix Stanów Zjednoczonych 1974               | Watkins Glen International         | Surtees TS16              | Wyścig               |
| Mark Donohue            | 17 sierpnia 1975     | Grand Prix Austrii 1975                            | Österreichring                     | March 751                 | Trening              |
| Tom Pryce               | 5 marca 1977         | Grand Prix Południowej Afryki 1977                 | Kyalami                            | Shadow DN8                | Wyścig               |
| Brian McGuire           | 29 sierpnia 1977     | 11 runda Shellsport International Series 1977 †    | Brands Hatch                       | McGuire BM1               | Trening              |
| Ronnie Peterson         | 10 września 1978     | Grand Prix Włoch 1978                              | Autodromo Nazionale di Monza       | Lotus 78                  | Wyścig               |
| Patrick Depailler       | 1 sierpnia 1980      | Test                                               | Hockenheimring                     | Alfa Romeo 179B           | Test                 |
| Gilles Villeneuve       | 8 maja 1982          | Grand Prix Belgii 1982                             | Zolder                             | Ferrari 126C2             | Kwalifikacje         |
| Riccardo Paletti        | 13 czerwca 1982      | Grand Prix Kanady 1982                             | Circuit Gilles Villeneuve          | Osella FA1C               | Wyścig               |
| Elio de Angelis         | 14 maja 1986         | Test                                               | Circuit Paul Ricard                | Brabham BT55              | Test                 |
| Roland Ratzenberger     | 30 kwietnia 1994     | Grand Prix San Marino 1994                         | Autodromo Enzo e Dino Ferrari      | Simtek S941               | Kwalifikacje         |
| Ayrton Senna            | 1 maja 1994          | Grand Prix San Marino 1994                         | Autodromo Enzo e Dino Ferrari      | Williams FW16             | Wyścig               |
| John Dawson-Damer       | 24 czerwca 2000      | Festiwal Prędkości w Goodwood 2000 †               | Goodwood Hillclimb                 | Lotus 63                  | Podjazd wyścigowy    |
| Fritz Glatz             | 14 lipca 2002        | EuroBOSS Series †                                  | Autodrom Most                      | Footwork FA17             | Wyścig               |
| Denis Welch             | 27 lipca 2014        | Silverstone Classic Jack Brabham Memorial Trophy † | Silverstone Circuit                | Lotus 18                  | Wyścig               |
| Jules Bianchi           | 5 października 2014  | Grand Prix Japonii 2014                            | Suzuka International Racing Course | Marussia MR03             | Wyścig               |
| David Ferrer            | 2 września 2017      | Historic Grand Prix Zandvoort 2017 †               | Circuit Park Zandvoort             | March 701                 | Wyścig               |

## Według torów
| Nr | Tor                                | Liczba | Pierwszy | Ostatni |
| -- | ---------------------------------- | ------ | -------- | ------- |
| 1  | Indianapolis Motor Speedway        | 7      | 1953     | 1959    |
| 2  | Nürburgring                        | 5      | 1954     | 1969    |
| 3  | Silverstone Circuit                | 4      | 1960     | 2014    |
| 4  | Modena Autodrome                   | 3      | 1953     | 1961    |
| 4  | Brands Hatch                       | 3      | 1961     | 1977    |
| 4  | Autodromo Nazionale di Monza       | 3      | 1961     | 1978    |
| 4  | Circuit Zandvoort                  | 3      | 1970     | 2017    |
| 8  | Circuit de Spa-Francorchamps       | 2      | 1960     | 1960    |
| 8  | Watkins Glen International         | 2      | 1973     | 1974    |
| 8  | Kyalami                            | 2      | 1974     | 1977    |
| 8  | Autodromo Enzo e Dino Ferrari      | 2      | 1994     | 1994    |
| 12 | MIRA                               | 1      | 1952     | 1952    |
| 12 | Circuit de Pau-Ville               | 1      | 1955     | 1955    |
| 12 | Reims-Gueux                        | 1      | 1958     | 1958    |
| 12 | Ain-Diab Circuit                   | 1      | 1958     | 1958    |
| 12 | Westmead Circuit                   | 1      | 1962     | 1962    |
| 12 | Autódromo Hermanos Rodríguez       | 1      | 1962     | 1962    |
| 12 | Circuit de Monaco                  | 1      | 1967     | 1967    |
| 12 | Rouen-Les-Essarts                  | 1      | 1968     | 1968    |
| 12 | Österreichring                     | 1      | 1975     | 1975    |
| 12 | Hockenheimring                     | 1      | 1980     | 1980    |
| 12 | Circuit Zolder                     | 1      | 1982     | 1982    |
| 12 | Circuit Gilles Villeneuve          | 1      | 1982     | 1982    |
| 12 | Circuit Paul Ricard                | 1      | 1986     | 1986    |
| 12 | Goodwood Hillclimb                 | 1      | 2000     | 2000    |
| 12 | Autodrom Most                      | 1      | 2002     | 2002    |
| 12 | Suzuka International Racing Course | 1      | 2014     | 2014    |